# Tratado del Prut

Mapa de la Guerra ruso-turca (1710-1711).

El tratado del Prut, firmado el 23 de julio de 1711, puso fin a la Guerra ruso-turca (1710-1711), una pequeña guerra entre vecinos dentro de la Gran Guerra del Norte, desarrollada entre el Imperio ruso y el Imperio otomano.
Tras la derrota del ejército sueco conducido por el rey Carlos XII de Suecia en la batalla de Poltava el 29 de junio de 1709, este se refugió en el Imperio otomano, en la corte del sultán Ahmed III. El zar Pedro el Grande, que lo perseguía, le reclama al sultán su prisionero. Ante la negativa de Ahmed III, Pedro I invade Moldavia. En los alrededores de la ciudad de Huşi, a orillas del río Prut, el ejército del zar se ve rodeado de las tropas del gran Visir Baltaji Mehmed Paşa y Pedro se vio obligado a negociar. Los términos del acuerdo fueron elaborados por la parte rusa por Piotr Shafírov y Borís Sheremétev.
Con el tratado, el zar entregaba la fortaleza de Azov a los otomanos y se comprometía a demoler, entre otras, la de Kodak y la de Taganrog, a no inmiscuirse en los asuntos internos de la Mancomunidad de Polonia-Lituania y a asegurar el viaje de regreso de Carlos XII. Supuso además la salida del Imperio otomano de la Guerra del Norte, por lo que Rusia se podía concentrar en su enemigo principal, el Imperio sueco.
El acuerdo fue renovado por el tratado de Adrianópolis (1713).